# وادي الذئاب 8 (مسلسل)
وادي الذئاب 8 هو الموسم الثامن من مسلسل وادي الذئاب الذي انطلق منذ عام 2007. بدأ عرض الجزء الثامن من المسلسل بتاريخ 12 سبتمبر 2013 وتدور أحداثه حول الصراع الدائر بين هيئة الاختيارية برئاسة مراد علمدار والذي نجا من الموت بعد أن أنقذه عاكف في اللحظات الأخيرة من عملية الإعدام واختياره لمنصب ذي الشعر الأبيض الاسكاشلي واعادته تشكيل الهيئة وترشيح عبد الحي كنائب على ان يستمر الصراع ضد حراس المعبد وقيام الاختيارية بزرع مورات داخل حراس المعبد ليكون عينهم بينهم ويهدمهم، لكن يتم اكتشافه لدى محاولته إنقاذ ليلى تركمان من الاغتيال ويوقع به حراس المعبد ويتم التحقيق معه لكن سرعان ما تقوم منظمة الأمن القومي بعمل مفاوضة عليه ويطلقون سراح رئيس بورصة لندن توماس بعد اختطافه مقابل إطلاق سراح مورات ومن ثم تبقى رغبة الانتقام لدى حراس المعبد ودخول جاهد لحراس المعبد وتأسيس فرقة الراية السوداء من كارا الاسود الذي مات حفيده من بويراز وانتقام كارا ثم كشف أن مراد على قيد الحياة وظهور مستر كي الإنجليزي الذي يكون وراء اغتيال عبد الحي في الحلقة الاخيرة

## الشخصيات

### الشخصيات الرئيسية
- مراد علمدار
- عمر جاندان المعروف باسم بابا عمر
- ماما نظيفة
- جاهد
- عبد الحي
- صفية
- ليلى
- الاستاذ
- عمران
- كارا الاسود
- بوساط
- اركان
- نجدات: ابن اخت شرف زازا
- ذو الفقار آغا
- عاكف
- اينورا
- طلحة
- حيدر
- البكتين
- شامل
- رونالد الاستاتات
- مارغريت
- بويراز
- متى ايمار
- نافذ: رجل متى ايمار يموت خلال تحرير كارا
- جاك: حارس مرغريت
- احسان: الموسيقي
- اورهان مدير المخابرات: والذي يطلق النار على نفسه بعد ظهور مراد
- سمرة ايمار: والدة متا ايمار

### الشخصيات الجديدة
- مورات: شخصية رجل أعمال من تدريب مراد والهيئة يتم العمل على ادخاله بين رجال المعبد للقضاء عليهم يدعمه الاوستات لكن مارغريت ترفضه وتفضل صرب لكن يتم كشفه وموته
- صاري غونسل: شريك مورات ارغن ويعمل لدى مارغريت تساعده ليصبح هو البارون
- غولكان: خبير وقرصان كومبيوتر في فريق عاكف
- هندا: فريق عاكف
- محمد شلبي: رجل مراد الذي يراقب صفية ويحميها في كندا
- بكتاش: مرافق ذوالفقار آغا
- على: مرافق عبد الحي
- اسراء: اخت ليلى التي تظهر بعد موت امها لها حبيب اسمه عمرو وهي تقوم بالمظاهرات دوما تموت على يد مارغريت
- احمد: مرافق المدعية ليلى
- تيمور: الحارس الشخصي لمراد وهو من القوات الخاصة ويستمر كحارس ومرافق له إلى موته بداية الجزء العاشر
- المفتش كين: رجل قتال وعمليات يظهر بعد اتصال صوفي لانقاذ الاوستات المصاب وهو قائد فرقة الارمجيدون دات التدريب العالي وقوي ومتمكن ويكون مدير العمليات ويقود فريق الاوستات وجاهد المتخفي ومتا ايمار والبقية يتم قتله من كارا بالحلقة 49
- جوني: مدير العمليات لدى المفتش كين والوحيد الذي له اسم من مجموعة ارمجدون
- راسكون: رجل أعمال روسي كان مرشح ليصبح بارون بمساعدة المفتش كين يشرب الكثير من الفودكا
- ديميتري: مرافق راسكون
- ايفان: هو روسي كان أبوه جنرال قتل العديد من الابرياء يريد ان ينتقم من كارا
- راسم: ابن المعلم بسيم من صربيا
- المعلم بسيم
- وهاب بيك
- حقي بافرالي: مساعد فهمي كوزوزادة
- بالتازار: من أعداء نهاد شاكر يملك عدة كازينوهات للقمار
- سينيك: مساعد بالتازار
- الجار (جار عبد الحي)
- كمال الدين اغا: من أذربيجان من رجال حراس المعبد
- باختيار اغا: من أذربيجان من رجال الختيارية
- أيواز: ابن باختيار اغا يشارك كارا في عدة عمليات
- محموعة من الشباب من أذربيجان يكونون نواة الراية السوداء
- اردام: مبرمج وخبير بالحرب الالكترونية يكون ضمن فريق مراد ومع مجموعة الأمن القومي
- اولاق: ذو شعر ابيض خدع مذير المخابرات وعمل لدى وهاب بعملية تم بها محاولة الانقلاب على مراد ورجاله لكن تم امساكه من عبد الحي وتم القضاء عليه ممن وظفوه بعد كشفه
- قالع الاسنان /طبيب الاسنان: هو شخصية ظهرت في نهاية الجزء الثمن يعمل على إعادة برمجة الذاكرة والتحكم بها واعادة برمجة العقل اما الاسم فهو لانه قلع سن اسد اصطاده اثناة وجوده في أفريقيا
- الاخطبوب بولبو الإيطالي: تاجر مخدرات يقع في صراع مع بالتازار ويحب الطبخ كثيرا حيث مكتبه في مطبخه
- ميلان: مساعد بولبو
- مستر كي: محقق ومفتش ارسله رونالد لتركيا بعد اعتقال مارغريت وموت كين ظهر في الحلقة 59

## فرقة الراية السوداء
أحد أهم احداث الجزء الثامن تأسيس فرقة الراية السوداء التي تتبع لمراد علمدار بشكل مباشر وهي عبلرة عن قوة متعددة الجنيسات من 31 دولة يصل عددهة إلى أكثر من 250 عنصر تم اختيارهم نواة تأسيسهم بعناية من كارا الاسود بعناية وتدريبهم بشكل كامل ثم زيادة الاعداد اما قائدهم المباشر فكان ياسين الذي ظهر بالجزء التاسع وكان هدف مراد منها ايجاد قوة تابعة له في تلك الدول للرد على عمليات فرقة ارمجدون التي يقودها المفتش كين والتابعة لفرسان المعبد. وكان أول اعضائها راسم وقريبه من صربيا وعدة اشخاص من اذربيجان. ظهرت الفرقة باداء القسم في الجزء التاسع حيث اقسموا جميعا بعد أول عملية لهم والتي انتهت بموت كارا. ولهم طائرة تنقلهم بحالات التحرك مع مراد علمدار

## ورابط خارجية
- الموقع الرسمي للمسلسل
- القصة الكاملة لمسلسل وادي الذئاب